# Agnetenkloster (Magdeburg)
Das Agnetenkloster (auch Kloster S. Agnetis) war ein Kloster von Zisterzienserinnen in der Alten Neustadt von Magdeburg. Es wurde 1230 gegründet und 1810 aufgelöst.

## Lage
Das Agnetenkloster lag an der St.-Agnes-Kirche in der Alten Neustadt. Die Agnetenstraße weist auf seine Lage hin. Von der Klosteranlage sind außer der mehrfach zerstörten und neu erbauten Kirche keine weiteren Gebäude erhalten.

## Geschichte
Das nach der Heiligen Agnes benannte Kloster wurde 1230 vom Erzbischof Albrecht I. von Käfernburg gestiftet. Zwischen 1253 und 1260 erhob Erzbischof Rudolf von Dingelstädt die Klosterkirche zur Pfarrkirche. Später erfolgte die Vereinigung mit der benachbarten Martinikirche. Nach der Reformation blieb das Kloster bestehen, 1577 siedelten die letzten Nonnen aus dem benachbarten Lorenzkloster hierher über.
1810 wurde das Kloster aufgelöst und am 1. Dezember in eine Domäne umgewandelt. 1812 wurden die verbliebenen Gebäude für den Bau einer Festungsanlage abgerissen.